# وستفیلد، لوتیان غربی
وستفیلد (به انگلیسی: Westfield) یک روستا در بریتانیا است که در لوتیان غربی واقع شده‌است.